# Jódar
Jódar ist eine spanische Gemeinde. Sie befindet sich in der Autonomen Gemeinschaft Andalusien, in der Provinz Jaén. 2024 hatte die Gemeinde 11.366 Einwohner.

## Geografie
Die Gemeinde liegt bis 647 Meter über dem Meeresspiegel in den Ausläufern des Hügels von San Cristóbal, innerhalb der Serrezuela, einem Ausläufer im Norden des Massivs der Sierra Mágina. Es hat eine privilegierte Lage, im Zentrum der südlichen Hälfte der Provinz, in der Nähe der Städte Úbeda und Baeza, Weltkulturerbe, sowie des Naturparks Sierra Mágina und des Naturparks Sierras de Cazorla, Segura y Las Villas, der von der UNESCO zum Biosphärenreservat erklärt wurde.
Jódar ist die bevölkerungsreichste Stadt in der Region Sierra Mágina und deren Hauptstadt. Aufgrund seiner Lage im Nordwesten der Region ist es das Eingangstor zur Region Sierra Mágina, die im Süden an die Provinz Granada grenzt. Das Gemeindegebiet hat eine Fläche von 149 Quadratkilometern und wird von den Flüssen Guadalquivir, Jandulilla und Arroyo de la Condesa durchflossen.

## Bevölkerungsentwicklung
| Bevölkerung | Bevölkerung | Bevölkerung | Bevölkerung | Bevölkerung |
| 1900        | 1950        | 1970        | 2000        | 2020        |
| ----------- | ----------- | ----------- | ----------- | ----------- |
| 7.109       | 13.560      | 12.284      | 11.985      | 11.585      |

## Wirtschaft
Jódar ist eine landwirtschaftlich geprägte Gemeinde, allerdings mit einem hohen Grad an Tertiarisierung aufgrund der Unterentwicklung des industriellen Sektors. Der Olivenhain ist die Hauptwirtschaftsressource.

## Persönlichkeiten
- Antonio Balboa Rico (* 1964), Radrennfahrer